# Powiat Mürzzuschlag
Powiat Mürzzuschlag (niem. Bezirk Mürzzuschlag) – dawny powiat w Austrii, w kraju związkowym Styria. Siedziba znajdowała się w Mürzzuschlag. 1 stycznia 2013 roku powiat został zlikwidowany i wraz z powiatem Bruck an der Mur wszedł w skład nowo utworzonego powiatu Bruck-Mürzzuschlag.

## Geografia
Powiat leżał na południu w Alpach Centralnych (Alpy Fischabch), w części północnej znajdowały się Północne Alpy Wapienne z grupą Rax-Schneeberg.
Dwie grupy górskie oddziela od siebie rzeka Mürz. W jej dolinie znajdują się większe miejscowości a także główne szlaki komunikacyjne.
Powiat graniczył z powiatami: północnym zachodzie Lilienfeld, na północnym wschodzie Neunkirchen (dwa w Dolnej Austrii), na wschodzie Weiz, na południu i zachodzie Bruck an der Mur.

## Demografia
| Rok  | Liczba mieszkańców |
| ---- | ------------------ |
| 1981 | 46 340             |
| 1991 | 44 762             |
| 2001 | 42 943             |

## Miasta i gminy
Powiat podzielony był na 16 gmin, wliczając w to 2 miasta i 3 gminy targowe.
| Miasta 1. Kindberg 2. Mürzzuschlag Gminy targowe 1. Krieglach 2. Mitterdorf im Mürztal 3. Neuberg an der Mürz | Gminy 1. Allerheiligen im Mürztal 2. Altenberg an der Rax 3. Ganz 4. Kapellen 5. Langenwang 6. Mürzhofen 7. Mürzsteg 8. Spital am Semmering 9. Stanz im Mürztal 10. Veitsch 11. Wartberg im Mürztal |

## Transport
Przez powiat przebiegały: droga ekspresowa S6 i drogi krajowe B23, B72 i B306.
W transporcie kolejowym najważniejszą rolę odgrywłaa Południowa Kolej Austriacka łącząca Wiedeń z Mariborem w Słowenii, od niej w Mürzzuschlag odbiega linia w kierunku Neuberg an der Mürz.